# هتش دانو
هتش دانو (بالإنجليزية: Hutch Dano)‏ هو ممثل أمريكي، ولد في 21 مايو 1992 بسانتا مونيكا في الولايات المتحدة.

## أعمال

### مسلسلات
- زيك ولوثر[4]

## وصلات خارجية
- هتش دانو على موقع IMDb (الإنجليزية)
- هتش دانو على موقع روتن توميتوز (الإنجليزية)
- هتش دانو على موقع ألو سيني (الفرنسية)
- هتش دانو على موقع أول موفي (الإنجليزية)
- هتش دانو على موقع قاعدة بيانات الفيلم (الإنجليزية)
- هتش دانو على موقع كينوبويسك (الروسية)